# Клітоцибе величезний
Клітоцибе величезний, грузлик величезний (Clitocybe gigantea (Sow, ех Fr.) Quél.) — їстівний гриб з родини трихоломових — Tricholomataceae.

## Будова
Шапка 7-10 см, досягає до 50 см у діаметрі, товстощільном'ясиста, опуклорозпростерта, у центрі увігнута, згодом лійкоподібна, біла, з віком у центрі кремова або жовтувата, іноді світло-вохряноабо коричнювато-сірувата («кава з молоком»), гола, зрідка в центрі тонкозернисто-луската.
Гіменофор пластинчастий, пластинки спускаються на ніжку, легко відділяються від м'якуша шапки, мають колір шапки. Спорова маса біла.
Спори (5)6-7(8)×3-4(6) мкм, гладенькі.
Ніжка 3-8×1,2-4(5) см, щільна, кольору шапки, гола. 
М'якуш щільний, білий, пахне борошном, приємний на смак (з часом трохи гіркуватий).

## Поширення та середовище існування
В Україні поширений у Криму та в Карпатах. Росте у хвойних та мішаних, переважно гірських лісах, на галявинах і пасовищах, великими групами, утворюючи так звані «відьмині кільця»; у серпні — жовтні.

## Практичне використання
Їстівний гриб. Використовують свіжим.